# Albert Pen
Pour les articles homonymes, voir Pen.
Albert Pen, né le 1er mars 1931 à Dartmouth (Nouvelle-Écosse) et mort le 3 juillet 2003 à Caen (Calvados), est un homme politique français. Il fut une des « personnalités emblématiques de la vie politique » de Saint-Pierre et Miquelon du milieu des années 1960 au milieu des années 1990, étant sénateur puis député et de nouveau sénateur de l'archipel et également président du Conseil général et maire de Saint-Pierre.

## Biographie

### Jeunesse et début comme enseignant
Né à Dartmouth en Nouvelle-Écosse, au Canada, de parents français d'origine bretonne (son père est marin), il suit des études au lycée Chaptal à Paris avant d'intégrer l'école normale d'instituteurs d'Auteuil. Il est ensuite instituteur dans différentes écoles primaires du Calvados entre 1954 et 1960, à Bayeux, Étréham puis Nonant. De 1960 à 1963, il est professeur au collège de Saint-Pierre-et-Miquelon dont il devient directeur, de 1963 à 1965.

### Carrière politique
En novembre 1964, Albert Pen est élu membre du conseil général de Saint-Pierre-et-Miquelon, dont il va devenir rapidement vice-président.
En 1968, il est élu sénateur de Saint-Pierre-et-Miquelon sous l'étiquette UDR, parti gaulliste en battant le sénateur sortant le démocrate-chrétien Henri Claireaux (12 voix sur les 24 exprimés). L'année suivante, il rejoint le groupe des non-inscrits. Il est élu président du  Conseil général en 1970, et maire de Saint-Pierre, l'année suivante en 1971.
En 1974, il s'inscrit au Sénat comme apparenté au groupe socialiste. Il entretiendra durant sa carrière sénatoriale des relations houleuses avec les groupes politiques du Sénat. Ainsi il quitte le Parti socialiste après le congrès du Parti à Nantes en juin 1977, furieux qu'aucun représentant de l'Outre-mer n'ait pu s'y exprimer. Il est largement réélu sénateur en septembre 1977 (30 voix sur 32 des grands électeurs).
Avec l'élection en mai 1981 de François Mitterrand à la présidence de la République et pensant alors être plus utile à l'Assemblée nationale, il est élu député lors des législatives de juin 1981 avec 61% des suffrages (il bat au premier tour Julien Lepers alors âgé de 32 ans et qui avait été parachuté comme candidat RPR mais qui n'obtient que 6,86 % des suffrages exprimés). En 1983, Albert Pen est réélu maire de Saint-Pierre et décide cette même année de quitter la présidence du conseil général. Il est réélu député en mars 1986 mais démissionne quelques mois plus tard à la suite de son élection comme sénateur en septembre 1986 (25 voix sur 31 votants). Il se rattache alors de nouveau au Groupe socialiste. Il démissionne du conseil général en août 1987. Il est réélu maire de Saint-Pierre en 1989, puis de nouveau en 1995.
Il conserve son siège de sénateur pendant neuf ans avant d'être battu par Victor Reux en septembre 1995. Lors de cette élection, il obtient au premier tour du scrutin, le même nombre de voix que son adversaire Bernard Le Soavec, 19 voix chacun, si les résultats restent les mêmes au second tour, il l'emporterait au bénéfice de l'âge. Mais l'opposition locale présente alors pour le second tour la candidature du gaulliste Victor Reux qui est élu par 20 voix contre 18 à Albert Pen.
Il démissionne de son poste de maire en 1998 et est par la suite membre du Conseil économique et social de septembre 1999 à avril 2002.
Dès 1965 et pendant 30 ans, il s'affirme comme une personnalité politique majeure de Saint-Pierre-et-Miquelon. Homme de caractère, il s'élève d'abord contre la toute-puissance de l'administration du gouverneur héritée de l'époque coloniale[réf. nécessaire] (Saint-Pierre-et-Miquelon alors colonie française est devenu territoire d'Outre-mer en 1946). Sa stature de parlementaire bouillonnant, permet au Conseil général de faire entendre la voix de l'exécutif local sorti des urnes, face à une administration habituée à jouer du pouvoir de distribution des indispensables subventions. Sur le plan international, ses efforts pour faire reconnaître les droits de pêche des îles Saint-Pierre et Miquelon dans la zone canadienne, demeurent vains ; les enjeux économiques du commerce extérieur pesant infiniment plus lourd que les droits historiques de 6 000 Français[réf. nécessaire]. Il s'illustre pendant la « guerre de la morue » entre la France et le Canada par quelques actions spectaculaires comme une grève de la faim à Ottawa et son arrestation le 15 avril 1988, avec quatre élus, et l'évêque de l'archipel, François Maurer, par la Garde côtière canadienne alors qu'ils avaient embarqué sur un chalutier saint-pierrais, Le Croix de Lorraine, pour aller pêcher dans des eaux « grises » Ces secteurs conjointement administrés par la France et le Canada sont alors fermés par décision unilatérale canadienne, sans réelle protestation du gouvernement français. Albert Pen en gardera une amertume qui ne fera que grandir avec le déclin des activités portuaires de sa collectivité enclavée dans l'étau canadien. Ainsi voyait-il broyé, par les excès des flottes de pêche étrangères, l'essentiel du combat de sa vie.[réf. nécessaire]

## Détail des fonctions et des mandats
Mandats parlementaires
- 22 septembre 1968 - 25 septembre 1977[1] : sénateur de Saint-Pierre-et-Miquelon
- 25 septembre 1977 - 21 juin 1981 : sénateur de Saint-Pierre-et-Miquelon (démission à la suite de son élection comme député)[1]
- 2 juillet 1981 - 1er avril 1986 : député de la circonscription de Saint-Pierre-et-Miquelon[8]
- 2 avril 1986 - 2 octobre 1986 : député de la circonscription de Saint-Pierre-et-Miquelon (démission à la suite de son élection comme sénateur)[8]
- 28 septembre 1986 - 1er octobre 1995 : sénateur de Saint-Pierre-et-Miquelon (non réélu)[1]

Mandats locaux
- 1968 - 4 octobre 1984 : président du conseil général de Saint-Pierre-et-Miquelon (démission)
- mars 1971 - 8 décembre 1998 : maire de Saint-Pierre (démission)

## Famille
Son fils, Jean-Marie Pen (né en 1959) dit JM Pen est un écrivain et un peintre installé à Nantes.

## Philatélie
Un timbre de Saint-Pierre-et-Miquelon à son effigie a été émis par La Poste française en mars 2006, dessiné par Patrick Derible et gravé par Pierre Albuisson.